# Pierre-François Muyart de Vouglans

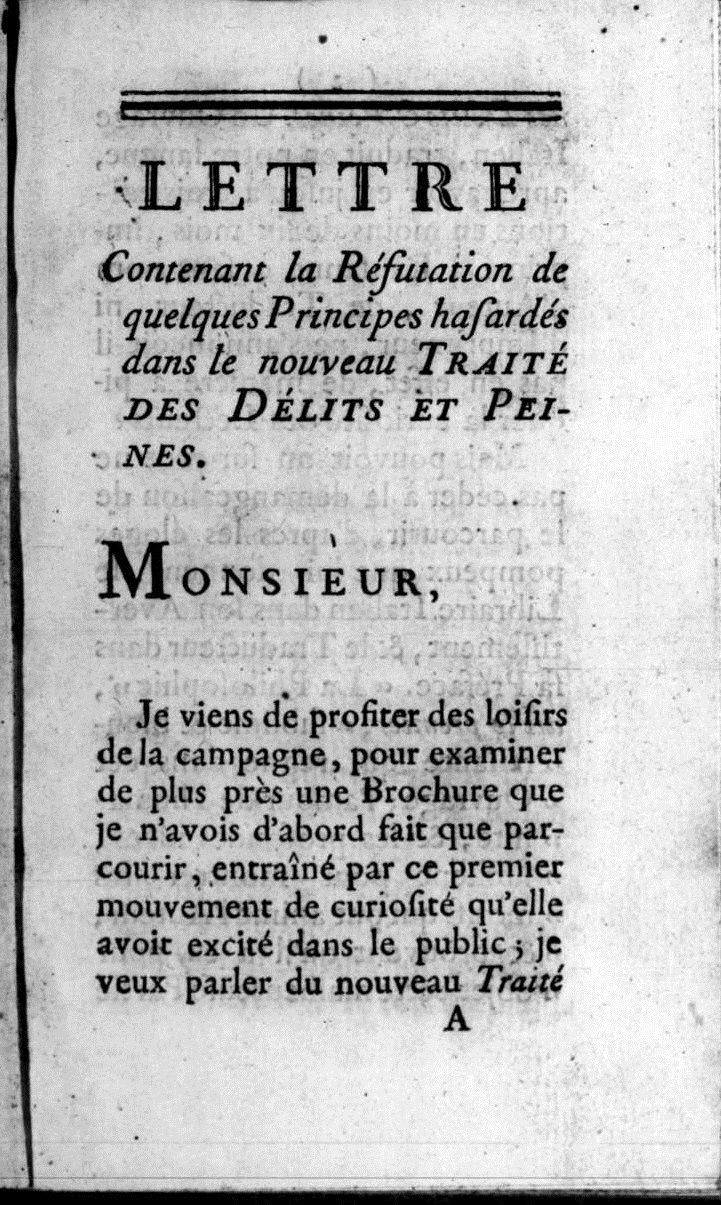
Réfutation des principes hasardés dans le traité des délits et peines, 1767

Pierre-François Muyart de Vouglans (Moirans, 12 ottobre 1713 – Parigi, 15 marzo 1791) è stato un avvocato e giurista francese, tra i principali criminalisti francesi del Settecento.

## Biografia
Pierre-François Muyart de Vouglans nacque a Moirans (Moirans-en-Montagne, Jura) il 12 ottobre 1713 e fu battezzato il 15 ottobre successivo. Era il figlio di Claude François Muyard e Anne Josephe Le Courbe.
Studiò legge all'Università di Besançon e poi divenne avvocato al Parlamento di Parigi nel 1741. Si sposò nella Chiesa di Saint-Sulpice a Parigi, il 3 giugno 1745, con Marie Françoise Luqueron, figlia di un avvocato in parlamento.
Nel 1766 pubblicò una "confutazione dei principi impropri nel trattato dei delitti e delle pene" (Réfutation des principes hasardés dans le traité des délits et des peines), opponendosi così alle idee dell'italiano Cesare Beccaria. Questo attirò l'ira di Voltaire: "l'avocat Vouglans est rigoureux. Quel terrible Welche!" E lo stesso Voltaire parlò di lui come de "l'avocat de la barbarie".
Lo stesso anno, tuttavia, Muyard de Vouglans intervenne a favore di Chevalier de La Barre, condannato a morte, il che lo fece classificare dallo stesso Voltaire tra gli "otto intrepidi avvocati" firmatari di questa consultazione. Muyart e Voltaire condividevano la stessa ostilità con i parlamenti (fu il Parlamento di Parigi a confermare in appello la condanna a morte del giovane de la Barre).
Nel 1771 Muyart de Vouglans divenne consigliere nel nuovo Parlamento di Parigi istituito dal cancelliere de Maupeou. Nel 1774, durante il ripristino del vecchio parlamento, divenne membro del Gran Consiglio.
Nel 1780 pubblicò la sua opera principale, Les loix criminelles de la France dans leur ordre naturel ("Le leggi penali di Francia, nel loro ordine naturale").
Nel 1782 rimase vedovo. Si risposò l'anno successivo con Marie Henriette Cannet, amica d'infanzia di Manon Phlipon, la futura madame Roland, che parlerà della sua cara Henriette, ma anche del "vecchio Vouglans" nelle sue Mémoires.
Pierre-François Muyart de Vouglans morì a Parigi il 15 marzo 1791.
Merlin de Douai, redattore del Codice penale francese del 1795, espresse "stima e interesse" per lui.

## Opere
- Institutes au droit criminel, 1757.[2]
- Institutions criminelles selon les lois et ordonnances du royaume, 1762.
- Réfutation des principes hasardés dans le "traité des délits et des peines", 1766.
  - (FR) Réfutation des principes hasardés dans le traité des délits et peines, Lausanne, Jean Desaint, 1767.
- Les Motifs de ma foi, 1776.
- (FR) Les loix criminelles du Royaume, Mérigot, 1780.
- Preuves de l'authenticité de nos évangiles, 1785.